# Gasoduto de Langeled

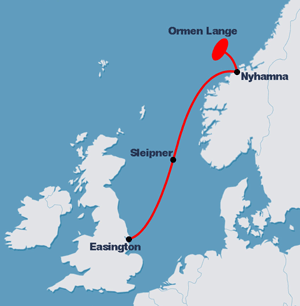
Mapa do gasoduto.

O gasoduto de Langeled pipeline (originalmente conhecida como Britpipe) é um gasoduto que passa por debaixo do Mar do Norte, e que transporta gás natural da Noruega ao Reino Unido.